# ماري فرانس بيزيه
ماري فرانس بيزيه (بالفرنسية: Marie-France Pisier)‏ هي مخرجة وكاتِبة وكاتبة سيناريو وممثلة فرنسية، ولدت في 10 مايو 1944 بدا لات في فيتنام، وتوفيت في 24 أبريل 2011 في فرنسا بسبب غرق. من الجوائز التي نالتها جائزة سيزار لأفضل ممثلة مساعدة سنة 1976 وجائزة سيزار لأفضل ممثلة مساعدة سنة 1977.

## وفاتها
توفيت الممثلة البالغة من العمر 66 عامًا في 24 أبريل 2011. تم العثور عليها ميتة في حمام السباحة الخاص بها .

## أعمال

### أفلام
- (1968) قبلات مسروقة
- (1979) الأخوات برونتي
- (2001) إن شاء الله الأحد

## جوائز
- جائزة سيزار لأفضل ممثلة مساعدة (1976)
- جائزة سيزار لأفضل ممثلة مساعدة (1977)

## وصلات خارجية
- ماري فرانس بيزيه على موقع IMDb (الإنجليزية)
- ماري فرانس بيزيه على موقع ألو سيني (الفرنسية)
- ماري فرانس بيزيه على موقع تيرنر كلاسيك موفيز (الإنجليزية)
- ماري فرانس بيزيه على موقع أول موفي (الإنجليزية)
- ماري فرانس بيزيه على موقع قاعدة بيانات الأفلام السويدية (السويدية)
- ماري فرانس بيزيه على موقع إن إن دي بي (الإنجليزية)
- ماري فرانس بيزيه على موقع قاعدة بيانات الفيلم (الإنجليزية)
- ماري فرانس بيزيه على موقع كينوبويسك (الروسية)